# Plunket Shield 2024/25
Der Plunket Shield 2024/25 war die 96. Saison des nationalen First-Class-Cricket-Wettbewerbes in Neuseeland der vom 11. November 2024 bis zum 1. April 2025 ausgetragen wurde. Die Meisterschaft sicherte sich Northern Districts.

## Format
Die Mannschaften spielten acht Spiele in einer Division gegen jede andere. Für einen Sieg erhielt ein Team zunächst 12 Punkte, für ein Unentschieden (beide Mannschaften erzielen die gleiche Anzahl an Runs) 6 Punkte. Sollte kein Ergebnis erreicht werden und das Spiel in einem Remis enden, bekamen beide Mannschaften 0 Punkte, wenn das Spiel abgesagt wurde, 2 Punkte. Zusätzlich bestand die Möglichkeit, in den ersten 110 Over des ersten Innings Bonuspunkte zu sammeln. Dabei wurden jeweils bis zu 4 Punkte für erzielte Runs und für erzielte Wickets vergeben. Im Falle einer Reduktion der Spieldauer auf einen Tag wurde ein Sieg mit 6 Punkten, ein Unentschieden mit 3 und ein Remis mit 2 Punkten honoriert, Bonuspunkte wurden dann nicht vergeben. Des Weiteren war es möglich, dass Mannschaften Punkte abgezogen bekommen, wenn sie beispielsweise zu langsam spielen oder der Platz nicht ordnungsgemäß hergerichtet war. Am Ende der Saison war der Sieger der Division der Gewinner des Plunket Shields.

## Resultate
Tabelle
| Teams              | Sp. | S | N | R | Bat | Bwl | Ded | Punkte |
| ------------------ | --- | - | - | - | --- | --- | --- | ------ |
| Northern Districts | 8   | 5 | 0 | 3 | 21  | 30  | 2   | 109    |
| Wellington         | 8   | 4 | 3 | 1 | 21  | 31  | 0   | 100    |
| Canterbury         | 8   | 3 | 4 | 1 | 22  | 28  | 0   | 86     |
| Central Districts  | 8   | 3 | 3 | 2 | 18  | 25  | 0   | 79     |
| Otago              | 8   | 1 | 4 | 3 | 15  | 28  | 1   | 54     |
| Auckland           | 8   | 1 | 3 | 4 | 13  | 26  | 0   | 51     |

Sieg: 12 Punkte; Remis: 0 Punkte
Spiele
| 11. – 14. November Scorecard | Napier | Otago 203 (64.4) & 186 (79.5)           | – | Central Districts 359-9d (120) & 31-2 (10.4) |
|                              |        | Central Districts gewinnt mit 8 Wickets |   |                                              |

| 11. – 14. November Scorecard | Wellington | Auckland 184 (52.2) & 317 (90.5) | – | Wellington 270 (86.4) & 177 (46.3) |
|                              |            | Auckland gewinnt mit 54 Runs     |   |                                    |

| 11. – 14. November Scorecard | Christchurch | Canterbury 361-9d (87) & 193 (58)        | – | Northern Districts 352-9d (109) & 203-3 (52.5) |
|                              |              | Northern Districts gewinnt mit 7 Wickets |   |                                                |

| 19. – 22. November Scorecard | Hamilton | Northern Districts 268 (84.5) & 252-5d (56.5) | – | Auckland 150 (53.4) & 191 (56) |
|                              |          | Northern Districts gewinnt mit 179 Runs       |   |                                |

| 19. – 22. November Scorecard | Nelson | Central Districts 202 (87) & 303 (103) | – | Canterbury 492-7d (124) & 14-0 (2.5) |
|                              |        | Canterbury gewinnt mit 10 Wickets      |   |                                      |

| 19. – 22. November Scorecard | Dunedin | Wellington 357 (98.1) & 211-7 (58) | – | Otago 303-8d (92.1) |
|                              |         | Remis                              |   |                     |

| 28. November – 1. Dezember Scorecard | Auckland | Auckland 567-9d (140) | – | Canterbury 446-3 (110) |
|                                      |          | Remis                 |   |                        |

| 28. November – 1. Dezember Scorecard | Hamilton | Otago 301-9d (87) & 231 (63.1) | – | Northern Districts 365 (82.3) & 145-2 (24.2) |
|                                      |          | Remis                          |   |                                              |

| 28. November – 1. Dezember Scorecard | Napier | Wellington 251-9d (89) & 217 (76)       | – | Central Districts 302 (112) & 167-1 (51.1) |
|                                      |        | Central Districts gewinnt mit 9 Wickets |   |                                            |

| 7. – 10. Dezember Scorecard | Auckland | Auckland 329 (95.2) & 186 (68.2) | – | Wellington 329 (98.5) & 190-6 (52.3) |
|                             |          | Wellington gewinnt mit 4 Wickets |   |                                      |

| 7. – 10. Dezember Scorecard | Mount Maunganui | Northern Districts 204 (59) & 362-7 (173) | – | Central Districts 391 (115.3) |
|                             |                 | Remis                                     |   |                               |

| 7. – 10. Dezember Scorecard | Rangiora | Otago 117 (37.5) & 515 (174.5)   | – | Canterbury 331 (96) & 302-5 (66.1) |
|                             |          | Canterbury gewinnt mit 5 Wickets |   |                                    |

| 5. – 8. März Scorecard | Auckland | Central Districts 700-5 (151) | – | Auckland 421 (131.3) & 151-3 (67.4) (f/o) |
|                        |          | Remis                         |   |                                           |

| 5. – 8. März Scorecard | Hamilton | Northern Districts 278 (79.3) & 380 (85.5) | – | Canterbury 222 (60.2) & 382 (90.2) |
|                        |          | Northern Districts gewinnt mit 54 Runs     |   |                                    |

| 5. – 8. März Scorecard | Wellington | Wellington 355 (90.3) & 316-8d (75) | – | Otago 283 (87) & 217 (74.2) |
|                        |            | Wellington gewinnt mit 171 Runs     |   |                             |

| 13. – 16. März Scorecard | Auckland | Auckland 329 (110.3) & 364 (146.1) | – | Northern Districts 455 (108.2) & 46-1 (6) |
|                          |          | Remis                              |   |                                           |

| 13. – 16. März Scorecard | Rangiora | Wellington 350 (111.5) & 220 (65.5) | – | Canterbury 68 (31.1) & 483 (146.1) |
|                          |          | Wellington gewinnt mit 19 Runs      |   |                                    |

| 13. – 16. März Scorecard | Alexandra | Otago 390-7d (119.5) & 234-9d (64) | – | Central Districts 300-6d (106.4) & 254 (70) |
|                          |           | Otago gewinnt mit 70 Runs          |   |                                             |

| 21. – 24. März Scorecard | Wellington | Northern Districts 119 (44.1) & 335 (88) | – | Wellington 189 (61.1) & 245 (76.5) |
|                          |            | Northern Districts gewinnt mit 20 Runs   |   |                                    |

| 21. – 24. März Scorecard | Christchurch | Central Districts 111 (33.5) & 180 (77.3)         | – | Canterbury 423 (104.3) |
|                          |              | Canterbury gewinnt mit einem Innings und 132 Runs |   |                        |

| 21. – 24. März Scorecard | Dunedin | Otago 306-9d (84) & 175-6d (35) | – | Auckland 190 (79.2) & 185-6 (68) |
|                          |         | Remis                           |   |                                  |

| 29. März – 1. April Scorecard | Palmerston North | Auckland 184 (76.3) & 90 (43.3)         | – | Central Districts 219 (77.1) & 56-1 (10.5) |
|                               |                  | Central Districts gewinnt mit 9 Wickets |   |                                            |

| 29. März – 1. April Scorecard | Wellington | Wellington 269 (93.2) & 396-7d (94) | – | Canterbury 274 (85.1) & 97 (27.2) |
|                               |            | Wellington gewinnt mit 294 Runs     |   |                                   |

| 29. März – 1. April Scorecard | Dunedin | Northern Districts 411-7d (108) & 140-2d (11) | – | Otago 145 (56) & 272 (88.3) |
|                               |         | Northern Districts gewinnt mit 134 Runs       |   |                             |